# 텔레조르나우
《텔레조르나우》(포르투갈어: Telejornal)는 포르투갈의 뉴스 프로그램이다.